# اندیس آنومالی هندودر
آنومالی هندودر یک اندیس فلزی است که در حوالی شهر شازند استان مرکزی قرار دارد و مادهٔ معدنی موجود در آن، طلا است.  